# SC Preußen Insterburg
SC Preußen Insterburg was een Duitse voetbalclub uit het Oost-Pruisische Insterburg dat tegenwoordig onder de naam Tsjernjachovsk, tot Rusland behoort.

## Geschiedenis
De club werd in 1907 opgericht als FC Preußen Insterburg en in 1909 werd de naam SC Preußen Insterburg aangenomen. In 1911 plaatste de club zich voor de Baltische eindronde en verloor daar in de kwartfinale met 2-12 van SC Lituania Tilsit. Ook in 1912 was Lituania Tilsit de tegenstander in de kwartfinale en deze keer kreeg Insterburg een 6-0 draai om de oren. De volgende twee jaar won FC Preußen Gumbinnen de lokale competitie. In 1922 werd de club opnieuw kampioen van de Bezirksliga en botste in de Oost-Pruisische eindronde opnieuw op Lituania Tilsit. Na een tweede plaats in 1923 werd de club in 1924 laatste. De volgende twee jaar eindigde de club in de middenmoot waardoor ze zich in 1926 niet plaatsten voor de nieuwe Ostpreußenliga, die de zeven Bezirksliga's verving. In 1928 slaagde de club erin te promoveren. De concurrentie in de hoogste klasse was zwaar en de club verloor alle wedstrijden. De club moest aan de kwalificatieronde deelnemen voor het behoud en slaagde daar niet in. Het volgende seizoen miste de club de promotie net, maar doordat de Ostpreußenliga afgevoerd werd en vervangen werd door drie Bezirksliga's speelde de club toch weer op het hoogste niveau. In 1933 degradeerde de club.
Dat jaar werd de competitie grondig geherstructureerd en werd de Gauliga Ostpreußen ingevoerd als nieuwe hoogste klasse en ging de club in de Bezirksklasse spelen. De club eindigde twee jaar in de middenmoot en dan werd de competitie hervormd. De vier beste clubs bleven in de Bezirksklasse en zij werden vergezeld van de clubs die in de Gauliga speelden. De top twee plaatste zich voor de eigenlijke Gauliga. Stadsrivaal Yorck Boyen Insterburg werd kampioen en Preußen werd voorlaatste, voor andere stadsrivaal SV Insterburg. Het volgende seizoen werd de club afgetekend laatste en degradeerde.
Na drie jaar werd de Bezirksklasse opnieuw een volwaardige tweede klasse en kwam er één Gauliga met tien clubs. Preußen maakte zo de rentree in de Bezirksklasse en kon in 1941 voor het eerst groepswinnaar worden. In de promotie-eindronde werd de club derde, maar doordat LSV Richthofen Neukuhren zich teruggetrokken had mocht de club in extremis toch nog promoveren. De club verloor de eerste wedstrijden met zware cijfers en trok zich terug uit de competitie.
Na de Tweede Wereldoorlog werden alle Duitse clubs in Oost-Pruisen ontbonden.